# Agathis semiaciculata
Agathis semiaciculata är en stekelart som beskrevs av Ivanov 1899. Agathis semiaciculata ingår i släktet Agathis, och familjen bracksteklar. Inga underarter finns listade.